# 252 Dywizja Strzelecka (ZSRR)
252 Dywizja Strzelecka (ros. 252-я стрелковая дивизия) – związek taktyczny (dywizja) Armii Czerwonej.
Sformowana w 1941 roku w związku z niemiecką agresją na ZSRR. Broniła przed Niemcami Moskwy, walczyła nad Dnieprem, wyzwalała Charków i zajmowała Bratysławę. Wojnę zakończyła na Węgrzech.